# Buenavista, Santiago Yosondúa
Buenavista är en ort i Mexiko.   Den ligger i kommunen Santiago Yosondúa och delstaten Oaxaca, i den sydöstra delen av landet, 300 km sydost om huvudstaden Mexico City. Buenavista ligger 1 939 meter över havet och antalet invånare är 234.
Terrängen runt Buenavista är huvudsakligen bergig, men åt nordväst är den kuperad. Runt Buenavista är det glesbefolkat, med 17 invånare per kvadratkilometer. Närmaste större samhälle är Santa Cruz Itundujia, 14,6 km väster om Buenavista. I omgivningarna runt Buenavista växer huvudsakligen savannskog.